# Deyna Castellanos
Deyna Cristina Castellanos Naujenis, née le 18 avril 1999, est une footballeuse internationale vénézuélienne.

## Biographie
Avec l'équipe du Venezuela des moins de 17 ans, elle participe à la Coupe du monde des moins de 17 ans en 2014. Elle se met en évidence en terminant co-meilleure buteuse du mondial, à égalité avec sa coéquipière Gabriela García.
En 2017, elle joue dans l'équipe de Blue Heat de Santa Clarita (en) dans la ligue américaine United Women's Soccer. Elle fait également partie de l'équipe du Venezuela.
En 2017, elle est sur le podium de deux prix de la FIFA: le Prix Puskás de la FIFA, où elle est placée en 3e position, et le prix The Best, Joueuse de la FIFA, où elle se place également 3e. Le premier récompense un but marqué dans les arrêts de jeu, du milieu de terrain, face à l'équipe du Cameroun lors de la coupe du monde féminine de football des moins de 17 ans 2016. Quant au deuxième, pour Megan Rapinoe, footballeuse américaine, sa nomination est anormale car Deyna Castellanos est méconnue au niveau international. Pour elle, cela démontre que la Fifa n'accorde pas d'importance au football féminin.
Avec l'équipe du Venezuela, elle participe à la Copa América féminine 2014 puis à la Copa América féminine 2018.

### Ambassadrice de la FIFA
En juin 2018, elle est nommée par la FIFA comme ambassadrice de la Coupe du Monde féminine de football 2019 qui se déroule en France.
Son rôle est d'assurer la promotion de la compétition et du football féminin en général  sur les réseaux sociaux.